# Paulaner
Paulaner är ett tyskt bryggeri grundat i München år 1634 av munkar tillhörande Paulanerorden. Bryggeriet är ett av sex bryggerier som får sälja sin öl på oktoberfest-festivalen i München. Bryggeriet är ett av de största i Tyskland.

## Historia
Bryggeriet grundades av munkar tillhörande Paulanerorden, därav namnet Paulaner. Munkarna började brygga i öl i ett kloster i stadsdelen Au i centrala München. Ölen som bryggdes var liknade den öl som idag säljs som Paulaner Salvator, och den bryggdes enligt den tyska reinheitsgebot från år 1516. Munkarna drack huvudsakligen ölen under den kristna fasteperioden. Den öl som munkarna inte drack upp skänktes antingen till fattiga eller såldes i klostrets pub. Den 24 februari 1634 lämnades ett klagobrev in till myndigheterna i München. Brevet var skrivet av stadens borgerliga bryggare, som ansåg att klostret fått en allt för stor marknadsandel. Detta dokument är det äldsta beviset för bryggeriets existens, och därför sägs bryggeriet vara grundat år 1634, trots att bryggeriet troligen funnits längre.
År 1751 fick bryggeriet tillstånd från kurfursten Maximilian III Joseph att på minnesdagen för Franciskus av Paola sälja sin öl till allmänheten. Ölen fick på grund av detta namnet St. Vater Bier (Faderns heliga öl på tyska), detta kom med tiden att dras ihop till Salvator, som ölen heter idag. För att visa sin uppskattning så bjöds ett antal kurfurstar in för att få ta del av de första glasen med öl. Detta är en tradition som består än idag, där den bayerska ministerpresidenten varje år bjuds in för att få den första litern med Salvator-öl, innan den så kallade starkölsfestivalen inleds (Starkbierfest). 
År 1773 anlände munken Valentin Stephan Still till klostret, han kom att komma med flera innovativa idéer avseende ölbryggandet. Det var även han som skapade receptet för dagens Salvator-öl. År 1780 fick bryggeriet tillstånd att sälja sin öl året om.
År 1799 stängdes klostret i Au för att bli ett fängelse. Som en följd av detta köpte bryggmästaren Franz Xaver Zacherl bryggeriet som tillhörde klostret för att fortsätta produktionen av Salvator-ölen. Då Zacherl inte hade några egna barn ärvde hans brorsöner Ludwig och Heinrich Schmederer bryggeriet efter Zacherls död 1849. Bryggeriet döptes då om till Gebrüder Schmederer Aktienbräuerei. 
År 1818 deltog bryggeriet för första gången i den årliga oktoberfest-festivalen i München. 1881 började bryggeriet använda kylmaskiner tillverkade av Carl von Linde, vilket möjliggjorde att ölen kunde bryggas året om.
År 1896 registrerades Salvator som ett varumärke, detta kom att bli en långvarig process med många tvister med andra bryggerier, framförallt Brauerei Geismann Fürth. Detta skedde då många bryggerier hävdade sig äga rätten till namnet Salvator. Bryggeriet vann sedan processen år 1897 för att år 1899 få fullt varumärkesskydd på namnet. 1899 bytte bryggeriet återigen namn till Paulaner-Salvator-brauerei.
År 1928 skedde en sammanslagning, där Paulaner-Salvator-Brauerei slogs samman med Gebrüder Thomass Bierbrauerei för att tillsammans bilda Paulaner Salvator Thomas Bräu.Under andra världskriget förstördes stora delar av bryggeriet i en allierad bombräd 1944. Återuppbyggnaden av bryggeriet blev färdig 1950. Familjen Schörghuber blev 1979 majoritetesägare i bryggeriet. Bryggeriet köpte 1985 upp bryggerierna Hacker-Pchorr Bräu GmbH München och Auerbräu AG Rosenheim. Bryggeriet bytte namn återigen 1994, till Paulaner Brauerei AG. Namnet varade endast i 5 år, då bryggeriet redan 1999 bytte namn till Paulaner GmbH und Co. KG. 

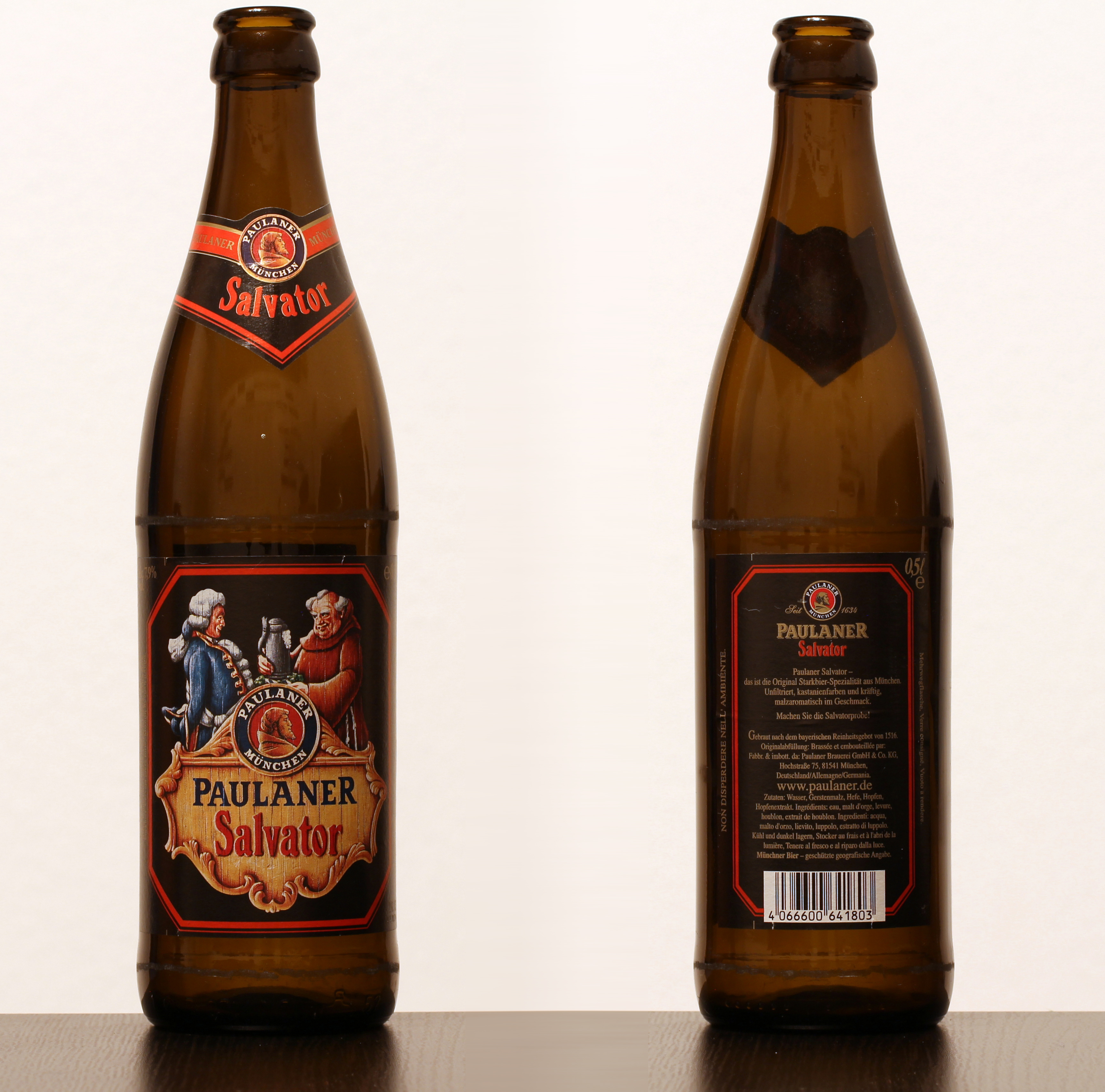
Paulaner Salvator

Kapaciteten på bryggeriets huvudanläggning på Regerstrasse 28 i München uppnådde under 2000-talet gränsen för sin kapacitet, således påbörjades år 2014 konstruktionen av ett nytt bryggeri i Langwied i München. Anläggningen invigdes i februari 2016 och producerar samtliga av bryggeriets produkter.I samband med flytten av bryggeriet flyttade även huvudkontoret tillbaka till den ursprungliga byggnaden, precis bredvid det gamla bryggeriet. År 2016 exporterade bryggeriet för första gången någonsin en miljon hektoliter öl.Paulaner Brauerei GmbH & Co. KG slogs 2017 samman med Brau Holding International GmbH & Co. KGaA för att bilda Paulaner Brauerei Gruppe GmbH & Co. KGaA. Paulaner Brauerei ägdes innan sammanslagningen till 50% av Brauholding International och resterande 50% ägdes av Schörghuber Unternehmensgruppe. Paulaner Brauerei Gruppe GmbH & Co. KGaA ägs till 70% av Schörghuber Unternehmensgruppe och resterande 30% ägs av Heineken.
 Den 1 januari 2023 köpte Paulaner Oettinger Brauerei i Gotha. 

## Paulaner Brauerei Gruppe
Barth-Haas-gruppen listade år 2020 Paulaner Brauerei Gruppe som den 33 största av de 40 största bryggerigrupperna i världen.

### Bryggerier[3]
- Hacker-Pschorr Bräu
- Fürstlich Fürstenbergische Brauerei
- Auerbräu
- Hopf Weißbierbrauerei
- Privatbrauerei Schmucker
- Privatbrauerei Hoepfner
- Oettinger Brauerei
- Chiemseer

Utöver dessa bryggerier så äger Paulaner Brauerei Gruppe 63,8% av bryggeriet Kulmbacher.

## Oktoberfest

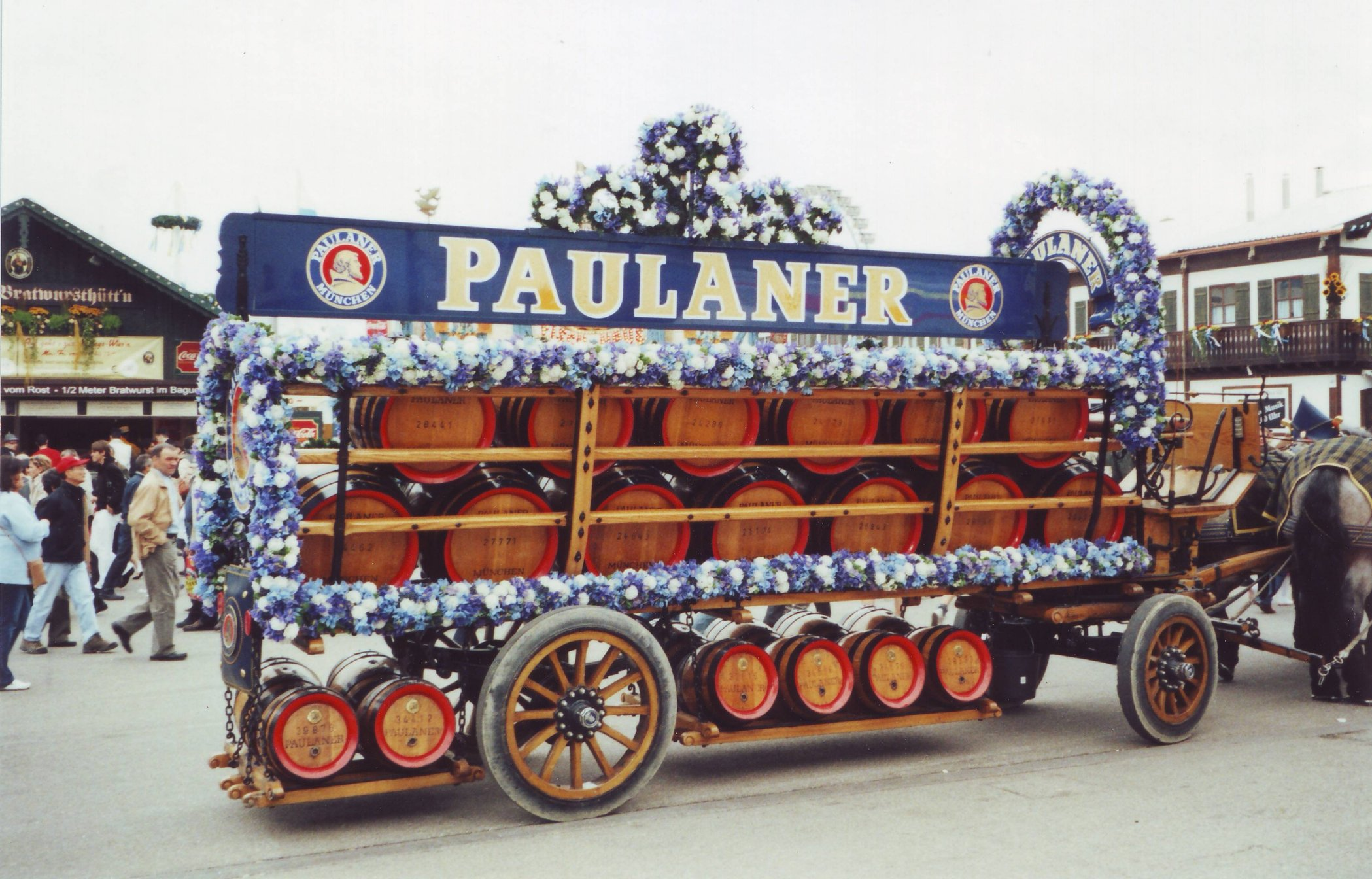

Paulaner har deltagit på oktoberfest sedan år 1818, som ett av de sex bryggerierna från München som deltar. Paulaner har tre tält på oktoberfest, Armbrustschützenzelt, Käfer Wiesnschänke och Paulaner Festzelt. Det sistnämnda är Paulaners officiella bryggeritält. Detta tält är från och med 2010 utrustat med pipelines som förser alla barer i tältet med öl. 

## Produkter
Alla produkter bortsett från blanddrycker och läsk är producerad i enlighet med den tyska reinheitsgebot från år 1516. Majoriteten av bryggeriets råvaror, som humle och malt kommer från Bayern.  Licensen för varumärket Spezi köptes 1974 permanent från Brauhaus Riegele. Brauhaus Riegele sade dock upp avtalet 2021 Detta resulterade i att Paulaner stämde Brauhaus Riegele. År 2022 kom domen i fallet, som fastslog att Paulaner har rätten att nyttja namnet Spezi enligt det tidigare avtalet.

### Produkter 2024[18]
Veteöl

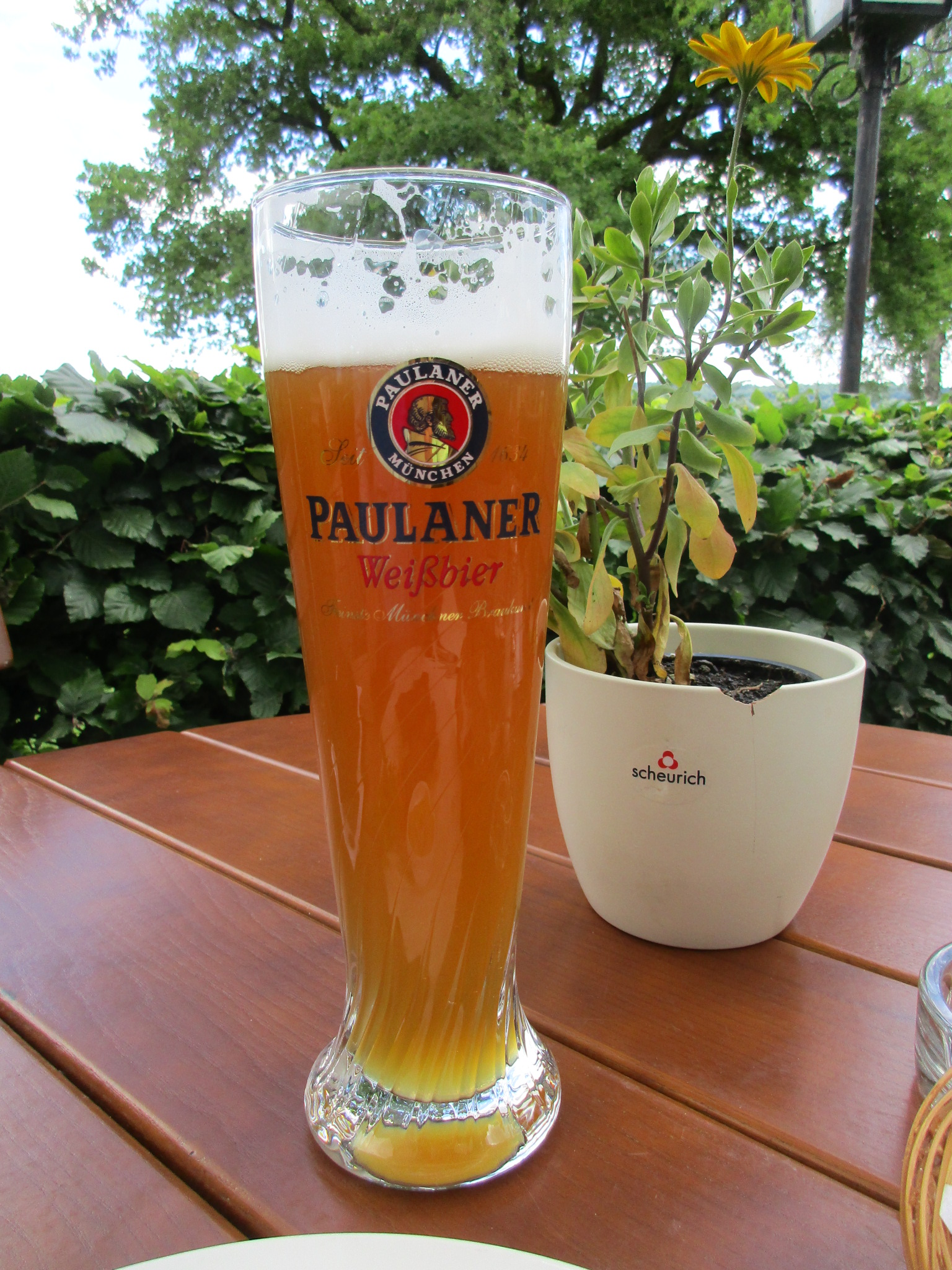
Ett glas med Paulaner Weißbier

- Paulaner Hefe-Weißbier Naturtrüb, en ljus weißbier med en alkoholhalt på 5,5%. Säljs år 2024 på systembolaget.
- Paulaner Hefe-Weißbier Dunkel, en mörk weißbier med en alkoholhalt på 5,3%.
- Paulaner Weißbier Kristallklar, en filtrerad ljus weißbier med en alkoholhalt på 5,2%.
- Paulaner Leicthe Weiße, en kalorisnålare variant av Paulaner Hefe-Weißbier Naturtrüb, med en lägre alkoholhalt på 3,4%.

Lageröl
- Paulaner Münchner Hell, en ljus lager med en alkoholhalt på 4,9%. Säljs år 2024 på systembolaget.
- Paulaner Münchner Urtyp Hell, en ljus lager av mer traditionell karaktär med en alkoholhalt på 5,5%.

Blanddrycker
- Paulaner Weißbier-Zitrone Naturtrüb, en blandning av weißbier och citronlemonad, en så kallad russ. Har en alkoholhalt på 2,7%.
- Paulaner Natur Radler, en blandning av ljus lageröl och citronlemonad, en så kallad radler. Har en alkoholhalt på 2,5%.

Specialöl
- Paulaner Zwickl, en öl av Zwickltyp med en alkoholhalt på 5,5%.
- Paulaner Oktoberfest Bier, en starkare ljus lager med en alkoholhalt på 6,0%. Säljs på hösten i samband med oktoberfest.
- Paulaner Salvator, den ursprungliga ölen som bryggeriet bryggde, en så kallad dubbelbock, med en alkoholhalt på 7,9%.

Alkoholfri öl
- Paulaner Weißbier 0,0%, en alkoholfri ljus weißbier.
- Paulaner Hefe-Weißbier Alkoholfrei, en alkoholfri variant av Paulaner Hefe-Weißbier Naturtrüb.
- Paulaner Weißbier-Zitrone 0,0%, en alkoholfri variant av Paulaner Weißbier-Zitrone Naturtrüb.
- Paulaner Münchner Hell Alkoholfrei, en alkoholfri variant av Paulaner Münchner Hell.
- Paulaner Natur Radler Alkoholfrei, en alkoholfri variant av Paulaner Natur Radler.

Läsk
- Paulaner Spezi, en blandning mellan cola och apelsinläsk.
- Paulaner Spezi Zero, en sockerfri variant av Paulaner Spezi.
- Paulaner Limo, en apelsinläsk.

## Marknadsföring
Paulaner har länge använt sloganen "Gut, Besser, Paulaner". Översatt på svenska blir detta: Bra, Bättre, Paulaner. Paulaner sedan länge haft ett samarbete med fotbollsklubben FC Bayern München. Samarbetet innebär bland annat att Paulaner donerar 100 liter öl per mål som laget gör samt att laget ofta ses fira vinster med stora paulanerglas.